# Джин Шилі
Джин Шилі (англ. Jean Shiley; 20 листопада 1911 — 11 березня 1998) — американська легкоатлетка. На Олімпіаді 1928 року посіла 4 місце. Чемпіонка США в 1929—1932 роках.
На олімпійських іграх 1932 роки разом зі своєю співвітчизницею Бейб Дідріксон була основною претенденткою на золоту медаль. В ході змагань вона подолала висоту 1,65 м з першої спроби, а Дідріксон з другої. Висоту 1,67 м не подолали обидві спортсменки. Таким чином по спробах Джин Шилі виграла з підсумковим результатом 1,65 м, який також став новим світовим рекордом. Також цей результат був національним рекордом до 1948 року.

## Біографія
Навчалася в середній школі в Хаверфордском, в якій займалася баскетболом. Її здатність високо стрибати примітив місцевий кореспондент, який запропонував спробувати свої сили в стрибках у висоту. У 16 років він виступила на Олімпіаді в Амстердамі де зайняла 4-е місце.